# Gauliga Ostpreußen 1944/45
Die Gauliga Ostpreußen 1944/45 war die zwölfte und letzte Spielzeit der Gauliga Ostpreußen des Fachamtes Fußball. Auf Grund des Verlaufs des Zweiten Weltkriegs und angesichts des Vormarschs der Roten Armee wurde die eigentliche eingleisige Gauliga aufgelöst, ein Spielbetrieb ist nur noch in der 1. Klasse Königsberg überliefert, die jedoch nach einigen Spieltagen ebenfalls den Spielbetrieb einstellen musste. Ab Januar 1945 gingen bei der Eroberung Ostpreußens durch die Rote Armee alle deutschen Einrichtungen und Vereine unter.

## Kreuztabelle
| 1944/45                       | VfB Königsberg | SV Contienen Königsberg | Rastenburger SV | MTV Ponarth | VfL Pillau | SV Prussia-Samland Königsberg | Stadtmannschaft Rastenburg | VfL Braunsberg |
| ----------------------------- | -------------- | ----------------------- | --------------- | ----------- | ---------- | ----------------------------- | -------------------------- | -------------- |
| VfB Königsberg                |                | 2:7                     | 1:4             |             | 9:3        | 4:0                           |                            |                |
| SV Contienen Königsberg       |                |                         | 2:2             |             |            | 4:1                           |                            |                |
| Rastenburger SV               | 6:3            |                         |                 |             |            |                               |                            |                |
| MTV Ponarth                   | 2:3            |                         |                 |             |            |                               |                            | 3:1            |
| VfL Pillau                    |                |                         |                 |             |            |                               |                            |                |
| SV Prussia-Samland Königsberg |                |                         |                 |             | 3:4        |                               |                            | 2:1            |
| Stadtmannschaft Rastenburg    |                |                         |                 |             |            |                               |                            |                |
| VfL Braunsberg                |                |                         |                 |             |            |                               |                            |                |

## Abschlusstabelle
| Pl. | Verein                        | Sp. | S | U | N | Tore    | Quote | Punkte |
| --- | ----------------------------- | --- | - | - | - | ------- | ----- | ------ |
| 1.  | VfB Königsberg (M)            | 6   | 3 | 0 | 3 | 022:220 | 1,00  | 06:60  |
| 2.  | SV Contienen Königsberg       | 3   | 2 | 1 | 0 | 013:500 | 2,60  | 05:10  |
| 3.  | Rastenburger SV               | 3   | 2 | 1 | 0 | 012:600 | 2,00  | 05:10  |
| 4.  | MTV Ponarth                   | 2   | 1 | 0 | 1 | 005:400 | 1,25  | 02:20  |
| 5.  | VfL Pillau                    | 2   | 1 | 0 | 1 | 007:120 | 0,58  | 02:20  |
| 6.  | SV Prussia-Samland Königsberg | 4   | 1 | 0 | 3 | 006:130 | 0,46  | 02:60  |
| 7.  | Stadtmannschaft Rastenburg    | 0   | 0 | 0 | 0 | 000:000 | 1,00  | 0:0    |
| 8.  | VfL Braunsberg                | 2   | 0 | 0 | 2 | 002:500 | 0,40  | 0:40   |

| (M) | Titelverteidiger |